# Acheilognathus tabira
 Acheilognathus tabira és una espècie de peix cipriniforme de la família dels ciprínids.

## Morfologia
Els mascles poden assolir els 7,9 cm de longitud total.

## Distribució geogràfica
Es troba a l'oest de Honshu (Japó).